# Time Capsule

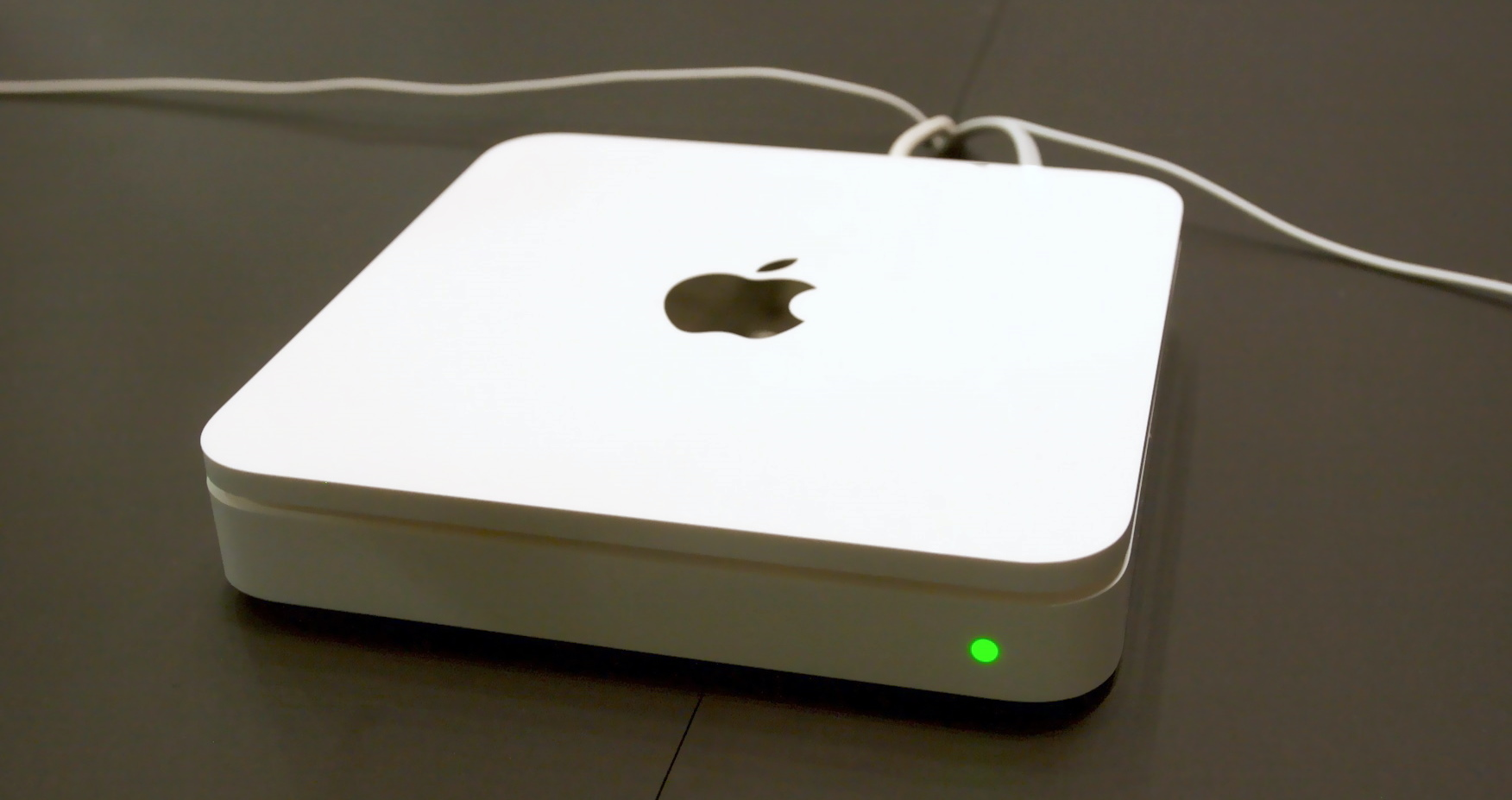
Apple Time Capsule

Time Capsule är en trådlös nätverkshårdisk kombinerat med Wi-Fi-basstation med 802.11n, tillverkad av Apple Inc.
Time Capsule introducerades på Macworld Conference & Expo den 15 januari, 2008. Den beskrivs som "automatisk säkerhetskopiering för din Mac", konstruerad för att fungera med säkerhetsprogrammet Time Machine (introducerad i Mac OS X 10.5 "Leopard").